# Riccardo Montolivo
Riccardo Montolivo (nascut a Caravaggio, Itàlia, el 18 de gener de 1985) és un exfutbolista italià que jugava com a migcampista. El seu darrer equip va ser l'AC Milan. Va ser internacional amb la selecció italiana.

## Carrera esportiva
Riccardo Montolivo va començar la seua carrera futbolística en les categories inferiors de l'Atalanta. La temporada 2003-04 passà a formar part del primer planter del club, jugant bastants partits i ajudant al seu equip a aconseguir l'ascens a la Sèrie A. El seu debut en la màxima categoria del futbol italià es va produir el 12 de setembre de 2004 en el partit Atalanta contra Lecce, de resultat 2 a 2. Pot tant jugar de contenció, com de volant o mitjapunta.
El 2005 signa un contracte amb el seu actual equip, l'ACF Fiorentina.
Va ser triat Futbolista Jove de l'Any en la Sèrie A en la temporada 2006-07.

### Vida personal
Encara que Montolivo va nàixer a Itàlia la seua mare i els seus avis són d'origen alemany. És per açò que té doble nacionalitat.

## Internacional
Ha estat internacional amb la selecció de futbol d'Itàlia en 14 ocasions. El seu debut amb la samarreta nacional es va produir el 17 d'octubre de 2007 en un partit amistós contra Sud-àfrica (2-0).
Va participar en el Torneig masculí de futbol en els Jocs Olímpics de Pequín 2008, on va marcar un gol.
Montolivo fou inclòs a la llista de 30 preselecionats per disputar amb Itàlia la Copa del Món de Futbol 2014, però finalment no hi pogué anar, després de patir una fractura de tíbia en un partit amistós contra Irlanda, el 31 de maig de 2014.

## Palmarès
- Futbolista Jove de l'Any de la Serie A